# Iværksætter
En iværksætter er en person, som starter egen virksomhed. Principielt set vil man kunne udpege offentligt ansatte, der har rollen som iværksætter (se Ildsjæl),[kilde mangler] men almindeligvis bruges udtrykket kun om den, der igangsætter ny produktion eller nye serviceydelser hos en virksomhed.[kilde mangler] Ofte bruges betegnelsen om folk, der starter virksomheder, som skaber nye produkter eller medvirker til en væsentlig, årligt tilvækst.[kilde mangler] Iværksættere er ofte omtalt politisk, da iværksætteri skaber forretningsmæssig fornyelse[kilde mangler] og i reglen også flere arbejdspladser[kilde mangler]. 
Folk, der viderefører en eksisterende virksomhed, bliver normalt ikke kaldt iværksættere. Det gælder for eksempel Mærsk Mc-Kinney Møller.
Andre betegnelser der bruges om iværksættere er blandt andre "selvstændig", "entreprenør" og "ejerleder"
En særlig type iværksætter er vækstiværksætter.